# Saint-Frézal-d’Albuges
Saint-Frézal-d’Albuges (okcitán nyelven Sent Fresald d’Albujas) község Franciaország déli részén, Lozère megyében. 2011-ben 55 lakosa volt.

## Fekvése
Saint-Frézal-d’Albuges a Chassezac völgyében fekszik, 1190 méteres (a községterület 1120–1496 méteres) tengerszint feletti magasságban, Le Bleymard-tól 12 km-re északra, a Moure de la Gardille (1503 m) déli oldalán.
Nyugatról Montbel, északról Cheylard-l’Évêque és Chaudeyrac, keletről Chasseradès, délről pedig Belvezet községekkel határos.
A községet érinti a D6-os megyei út, mely a Pierre Plantée-hágóval (10 km), valamint La Bastide-Puylaurent-al (18 km) köti össze. A D71-es út a Mercoire-erdőségen át Cheylard-l’Évêque (13 km) felé teremt összeköttetést.
A községhez tartozik La Peyre és Les Chazeaux település.

## Története
Saint-Frézal-d’Albuges a történelmi Gévaudan tartomány Tourneli báróságához tartozott. Nevét Szent Frézalról, Gévaudan püspökéről kapta, akit 828-ban gyilkoltak meg La Canourgue-ban és akinek tiszteletére az itteni templomot szentelték. Mint egyházközség (paroisse) 1705-ben jött létre négy település (Les Chazeaux, Combecibron, Les Laubies, La Peyre) egyesítésével.
1851-ben a községnek 59 háza és 272 lakosa volt, közülük 11 élt Saint-Frézalban, 194 Les Chazeaux-ban, 41 La Peyre-ben és 26 Combecibronban.

### Demográfia
| Év   | Lakosság |
| ---- | -------- |
| 1793 | 282      |
| 1851 | 272      |
| 1876 | 301      |
| 1901 | 330      |
| 1936 | 187      |

| Év   | Lakosság |
| ---- | -------- |
| 1946 | 150      |
| 1954 | 96       |
| 1962 | 103      |
| 1968 | 92       |

| Év   | Lakosság |
| ---- | -------- |
| 1975 | 79       |
| 1982 | 63       |
| 1990 | 56       |
| 1999 | 42       |
| 2010 | 53       |

## Nevezetességei
- Szent Frézalnak szentelt, provence-i román stílusban épült temploma a 12–13. században épült.
- A község területén található egy dolmen (Lou Palet de Gargantua) és egy menhir (Le Craus de las Laupios).

## Kapcsolódó szócikk
- Lozère megye községei